# Neocolonialismo
Per neocolonialismo si intendono tutte le forme di dipendenza nelle quali alcuni paesi, pur essendo passati attraverso un processo di conquista dell’indipendenza, si trovano nei confronti di altri stati più potenti e in uno sviluppo economico-industriale più avanzato. In senso opposto è il fenomeno in cui ex potenze coloniali controllano paesi economicamente sottosviluppati, utilizzando strumenti economici e culturali anziché la forza militare. Si tratta di un colonialismo "informale", rispetto a quello "formale" che temporalmente lo precede.
Dopo la seconda guerra mondiale, il colonialismo ha avuto una fase di crisi negli aspetti giuridico-politici ed ha subito una trasformazione adeguandosi ai nuovi tempi, nascondendosi come una testimonianza di aiuto, di sostegno o addirittura di collaborazione.
Gli stati europei capirono che la dominazione politica non era più così vantaggiosa e che, invece, era molto più redditizio gettare le basi per solidi legami finanziari ed economici, nello stesso momento in cui si procedeva al trasferimento dei poteri di governo ai sistemi elitari locali e quindi a negoziare per l'indipendenza.
Un esempio tipico è sicuramente costituito dalla Gran Bretagna, le cui condizioni finanziarie durante il periodo post-bellico erano decisamente in declino.
Le strutture commerciali e finanziarie che essa sviluppò con le sue colonie durante il dopoguerra, furono finalizzate a risanare il suo indebitamento con il dollaro. Quelle stesse strutture costituirono poi la base per i rapporti economici e politici fra le ex colonie che si sono rese indipendenti e lo stato colonizzatore.

## Descrizione

### Origini

Kwame Nkrumah, primo presidente del Ghana.

Il termine cominciò ad essere usato in maniera diffusa nel secondo dopoguerra, sia nel linguaggio politico che dagli economisti, per definire le forme di "scambio ineguale" o dipendenza politica, sociale, culturale ed economica che gli ex stati coloniali riuscivano ad esercitare sui propri antichi possedimenti territoriali in Asia e soprattutto in Africa.
Il premier indonesiano Sukarno ne diede una definizione in occasione della Conferenza di Bandung del 1955, e ripreso nella Terza Conferenza dei popoli panafricani tenutasi ad Il Cairo nel 1961.
Kwame Nkrumah (1909 – 1972), leader indipendentista e successivamente primo presidente del Ghana (1960 – 1966), dopo aver condotto il suo paese all'indipendenza, ne promulgò l'uso nel preambolo dell’Organizzazione dell’unità africana del 1963.
In seguito è stato anche il titolo del suo libro uscito nel 1965 “Neo-Colonialism, the Last Stage of Imperialism”, in cui viene richiamata la teoria dell'imperialismo di Lenin.

### Controllo economico e politico
Il problema principale per i paesi ex-coloniali è quello di continuare a mantenere il controllo economico sulle nazioni che un tempo dominavano e che poi sono riuscite ad ottenere l'indipendenza politica.
Questo problema emerge evidente fin dalla fase della decolonizzazione, in cui vengono stipulati degli accordi commerciali e politici al fine di regolare in maniera controllata l'assetto e lo sviluppo delle ex colonie.
Lo stesso Nkrumah indicò alcune delle voci chiave presenti in questi accordi: l’unione doganale e monetaria delle nazioni ex coloniali, la nascita di mercati comuni, la costruzione e la costituzione di basi militari e di forniture belliche, con lo scopo di istituire regimi conservatori, spesso tramite lo strumento del colpo di stato e dell'assassinio politico.
Una delle principali vittime del sistema di dipendenza neo coloniale è il continente africano, influenzato in passato soprattutto dalla Francia e dalla Gran Bretagna ed oggi sottoposto ad una crescente penetrazione economica da parte della Repubblica popolare cinese.

### Le ex colonie francesi
La creazione dell’Organisation Commune Africaine et Mauricienne (OCAM) nel 1965, divenuta poi OCAMM, a partire dal 1970, comprendeva la maggior parte dei paesi francofoni africani, non è servita a integrare le economie degli stati membri, ma solo a mantenere saldo il legame con la Francia, razionalizzando e centralizzando tutta l’intera economia.
Le nazioni dell’OCAMM, infatti, esportano in Francia, o nell'Unione Europea, in quantità molto superiore rispetto a quanto avviene in direzione dei partner africani.
Il medesimo discorso si può fare guardando alle istituzioni monetarie, come la Banque centrale des États de l'Afrique de l'Ouest e la Banque centrale des États de l'Afrique equatoriale et du Cameroun, trasformatasi poi in Banque des États de l'Afrique centrale, sostanzialmente sotto il controllo della Francia, tramite accordi commerciali che permettono con facilità la circolazione delle merci francesi.

### Il caso del Sudafrica
Uno dei casi più particolari è quello costituito dalla Repubblica Sudafricana, la quale ha esercitato a lungo un ruolo sub imperialista sul piano regionale, violando il mandato fiduciario da parte dell'ONU, ed estendendo il suo controllo tramite l'annessione della Namibia.
Negli anni '80 impose un controllo assoluto ed economico su Paesi come: Botswana, Lesotho, Swaziland, Malawi e Mozambico attraverso l’esportazione di capitale e l'importazione della forza lavoro a basso costo.
Questa politica di espansionismo messa in atto dalla Repubblica Sudafricana, fino ad arrivare alla vittoria di Nelson Mandela, fu promossa dagli interessi dell'industria mineraria locale, ed anche dal capitale occidentale a cui essa era fortemente legata.
La Repubblica Sudafricana è stata fonte di sostegno degli interessi economici e strategici delle potenze occidentali, o almeno fino all'instaurazione del regime dell'apartheid, il quale garantiva il lavoro a basso costo, ed ha portato il Paese in una situazione di crisi e ad un isolamento dalla comunità internazionale, che lo rese completamente inaffidabile.

### La guerra fredda
Durante il XX secolo, nel corso del conflitto ideologico tra gli Stati Uniti d'America e l'Unione Sovietica, entrambi i Paesi e i loro stati satelliti sono stati accusati di attuare strategie neocolonialiste.
Questo scontro ha incluso anche gli stati clienti nei paesi decolonizzati.
Il Patto di Varsavia, Cuba, l'Egitto sotto il controllo di Gamal Abdel Nasser (1956-70) ecc.hanno accusato gli Stati Uniti di sponsorizzare i governi anti-democratici, i cui regimi non rappresentavano gli interessi dei loro cittadini, e di rovesciare governi africani ed asiatici formalmente eletti che non supportavano gli interessi geopolitici degli Stati Uniti.
Negli anni '60, sotto il comando del Presidente Mehdi Ben Barka, la Conferenza Tricontinentale cubana (partecipata da delegati da Asia, Africa e America Latina) riconobbe e supportò la rivoluzione anti-colonialista come mezzo per l'autodeterminazione dei popoli colonizzati del Terzo Mondo. Questo irritò gli Stati Uniti e la Francia.
Inoltre il Presidente Barka guidò la Commissione sul Neocolonialismo, impegnata a risolvere il coinvolgimento neo coloniale delle potenze coloniali nei paesi decolonizzati; e affermò che gli Stati Uniti, in quanto primo paese capitalista del mondo, era il principale fautore di politiche neocolonialiste.

### Le multinazionali

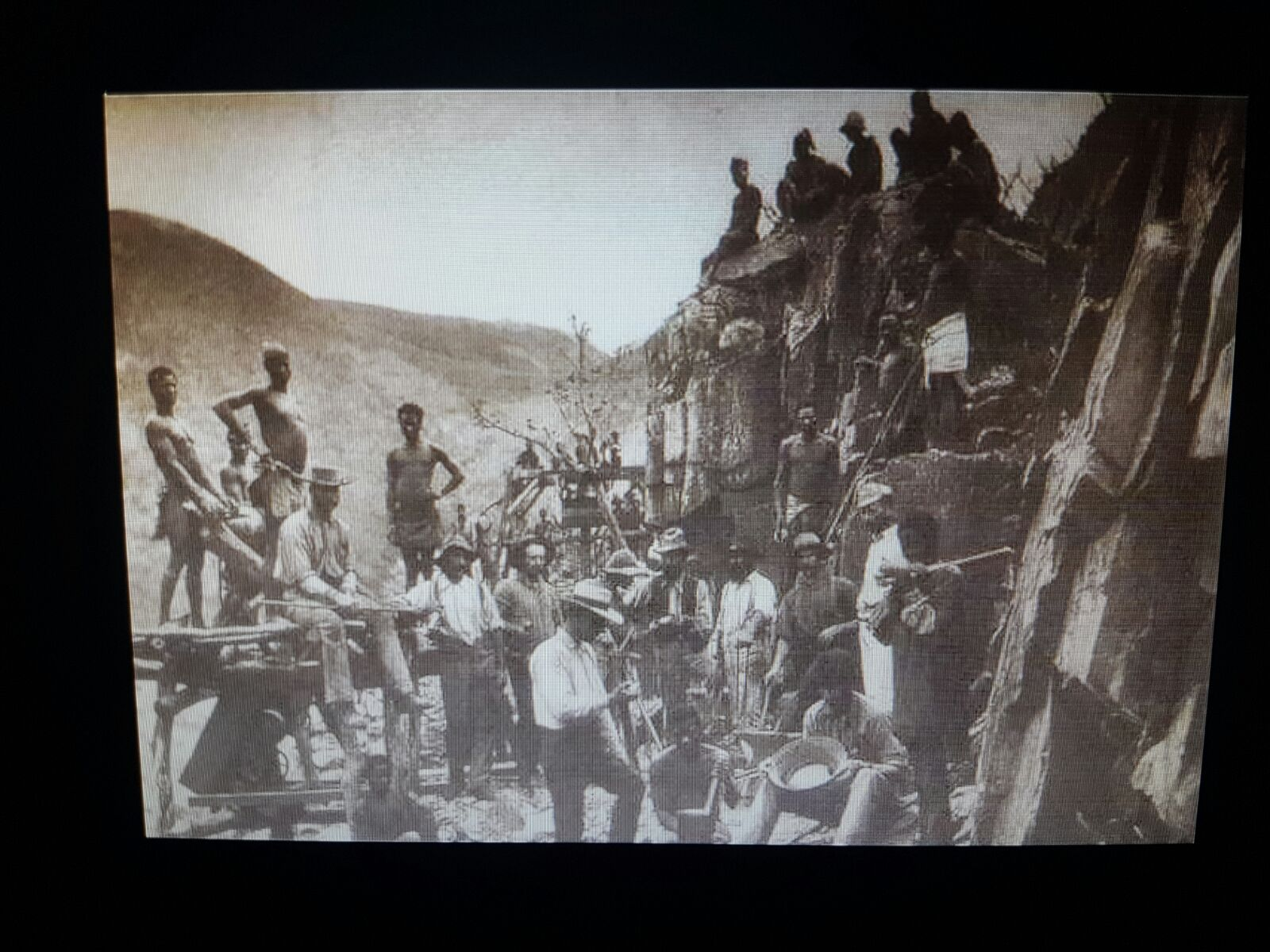
Conflitto tra gli inglesi e i boeri, XIX secolo.

I critici del neocolonialismo sostengono che gli investimenti delle aziende multinazionali non arricchiscono i paesi sottosviluppati ma anzi provocano danni a livello umanitario, ambientale ed ecologico alla popolazione locale.
Inoltre affermano che questo si traduce in un continuo sviluppo non sostenibile.
Questi paesi rimangono serbatoi di manodopera a basso costo e di materie prime, e allo stesso tempo gli vengono negati gli accessi ad avanzate e nuove tecniche di produzione in grado di sviluppare la loro economia.
Tutto ciò ha come conseguenze l'aumento della disoccupazione, la povertà e il calo del reddito pro-capite.
Nelle nazioni dell'Africa occidentale come la Guinea-Bissau, il Senegal e la Mauritania, la pesca era storicamente al centro dell'economia.
Agli inizi del 1979, l'Unione Europea iniziò la negoziazione con i governi per la pesca al largo delle coste dell'Africa occidentale.
Ciò ha causato un aumento della pesca in quei territori da parte di paesi stranieri, che ha portato un tasso maggiore di disoccupazione e di migrazione in tutta la regione.
Questo viola la Convenzione delle Nazioni Unite sul diritto del mare, che riconosce l'importanza della pesca per le comunità locali e insiste sul fatto che gli accordi di pesca del governo con le imprese straniere devono avere come obiettivo solo per quanto riguardano le scorte in eccesso.
I Paesi più sfruttati:
Il continente africano è senza dubbio una delle vittime più sfruttate da parte delle multinazionali provenienti da tutto il mondo.
Dal 2006 al 2012 si sono accaparrate circa 35 milioni di ettari sottratti per lo più ai coltivatori minori, questa pratica viene definita come land grabbing.
Nell'anno 2010 sono stati sottratti all'Africa all'incirca 11 miliardi di dollari americani grazie soprattutto a dei metodi utilizzati dalle multinazionali non pagando le dovute tasse e quindi lasciando senza entrate i governi africani: questa pratica è chiamata  trade mispricing, e consiste di stabilire, da parte di una compagnia, dei prezzi artificiali sui beni o servizi con lo scopo di evitare ogni tipo di tassazione.
Queste compagnie multinazionali sono riuscite ad evitare un ammontare di tasse pari a 40 miliardi di dollari statunitensi.
L'Africa è principalmente l'obiettivo primario dei cosiddetti land grabbers, ma sono presi di mira anche Paesi come l'America Latina, l'Asia e l'Europa dell'est.

### Etiopia
Precisamente nella valle dell'Awash, durante il periodo della transumanza, viveva il popolo degli Afar, il quale si concentrava soprattutto sulla pastorizia.
Negli anni ’60, la banca mondiale finanziò un'azienda olandese che aveva lo scopo di realizzare dei campi di canna da zucchero in questa valle.
Gli afar furono costretti a rifugiarsi nelle zone circostanti, le quali non offrivano terreni fertili a sufficienza per alimentare la popolazione.
Ciò ebbe come conseguenza che negli anni successivi il popolo soffrì di una carestia che uccise più di 30000 persone.

### Zambia
Il governo socialista, durante il 1960, garantì istruzione e sanità gratuita per chiunque.
Successivamente durante la crisi petrolifera degli anni ‘70 il paese si indebitò nei confronti degli enti internazionali.
Nei primi anni ’90 avvenne la cosiddetta svolta liberista: le case popolari e tutte le strutture pubbliche furono privatizzate e le miniere di rame furono svendute.

### Burkina Faso
Jean Ziegler racconta in un suo libro che il Presidente Thomas Sankara, durante gli anni ’80 avviò una serie di riforme federali con lo scopo di abbattere la corruzione e l’inefficienza tipica dei governi africani post-indipendenza. 
Decise inoltre di far coincidere le varie zone tribali con i confini amministrativi.
Il popolo reagì in maniera molto positiva e decise di lavorare spontaneamente con dedizione e volontà alla costruzione di nuove opere pubbliche.
Tutto questo entusiasmo si diffuse anche nei paesi circostanti, i quali presero come esempio quello che era stato fatto in Burkina Faso.
Tuttavia le potenze neo colonialiste non poterono sopportare più una situazione simile: la Francia teleguidò un golpe militare dall'estero, nel corso del quale il Presidente Sankara fu assassinato.

### Kenya e Tanzania
Fino agli anni ‘80 in questi due paesi i governi sostenevano piccoli agricoltori, e la loro produzione alimentare era in crescita del 5/7 % all'anno.
Inoltre, come in altri paesi africani, venivano applicate delle tasse sull'importazione del mais, grano e riso, per proteggere i piccoli produttori locali.
Successivamente vennero travolti dai debiti, e dovettero quindi adeguare la loro produzione secondo le concessioni dell'Europa e dell'America.
Infine si sono aggiunte le multinazionali che hanno inondato i mercati costringendo i produttori locali a sparire sempre di più.
Questi due paesi, sempre più strozzati dal debito, hanno finito per esportare anche quello di cui avevano bisogno.

### Cile
Nei primi anni ’70 la nazione era una colonia delle multinazionali, come ad esempio la Nestlé, che controllava il mercato del latte grazie ai distributori ed al loro possesso delle fabbriche.
Salvador Allende, importante politico cileno marxista, propose di applicare la distribuzione del latte ai minori di quindici anni, ma l’azienda rifiutò questa collaborazione.
Questi contrasti tra il governo cileno e le aziende multinazionali spinsero ad un colpo di stato da parte dell’esercito cileno appoggiato dagli Stati Uniti.
Allende morì probabilmente suicida e divenne un’icona della sinistra mondiale.
Questi fatti portarono al comando del governo cileno il generale Pinochet, il quale fu responsabile dello sterminio di migliaia di oppositori. 
Inoltre Pinochet vendette intere foreste alle grandi aziende nordamericane.

### Messico
Così come in altre nazioni come il Brasile e l’Argentina, negli anni '90 il peso della valuta era sopravvalutato, e quando infine crollò gli investitori si ripresero ciò che era loro.
Il Presidente Clinton impose al Fondo Monetario Internazionale di prestare dieci miliardi di dollari al Messico, per venire incontro sia al popolo messicano, quello più ricco, sia agli investitori stranieri.
Ciò andò ai danni della popolazione più povera.

### Indocina Britannica
Nel 1998 la Banca Mondiale decise di imporre l’ingresso delle multinazionali nel settore agroalimentare.
Tutto questo portò ingenti danni nei confronti dei piccoli produttori alimentari, i quali furono costretti ad indebitarsi.
Successivamente un avvenimento che è accaduto è stato l’estrema protesta dei produttori rovinati, molti dei quali morirono suicidi.
Nel 2004 sono stati 16000 i contadini indiani suicidi perché rovinati dalle politiche delle multinazionali e dal neocolonialismo.